# Pragmopora amphibola
Pragmopora amphibola är en svampart som beskrevs av A. Massal. 1855. Pragmopora amphibola ingår i släktet Pragmopora och familjen Helotiaceae.  Arten är reproducerande i Sverige. Inga underarter finns listade i Catalogue of Life.